# Inol

Etinolul este cel mai simplu inol

Inolii (altenativ, pot fi denumiți și alchinoli) sunt compuși organici care au o grupă hidroxil legată de un atom de carbon implicat într-o legătură triplă, fiind compuși de obicei instabili și tautomeri ai cetenelor. Sunt derivați hidroxilici ai alchinelor. Exemple de inoli sunt: etinolul și acetilendiolul.
Denumirea lor provine din combinarea termenilor „-in” (specific pentru alchină) și „-ol” (de la alcool).

## Inolați

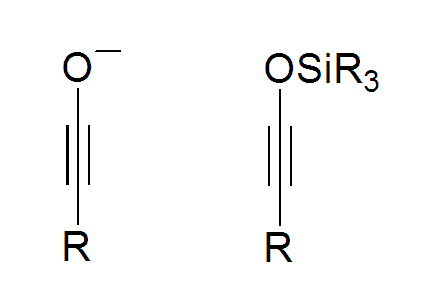
Structura moleculară a unui inolat

Inolații sunt anioni derivați de la inoli prezentând o sarcină negativă la atomul de oxigen legat de restul alchinic (în mod analog cu alcoolații și enolații). Au fost sintetizați pentru prima dată în anul 1975 de către Schöllkopf și Hoppe în urma unei reacții de fragmentare a 3,4-difenilizoxazolului cu n-butillitiu.

## Tautomerie
Inolii suferă un proces de tautomerie inol-cetenă, în mod similar cu tautomeria ceto-enolică a enolilor. De exemplu, etinolul tautomerizează la etenonă:
| Tautomeria inol-cetenă | Tautomeria inol-cetenă |
| ---------------------- | ---------------------- |
|                        |                        |
| Etinol                 | Etenonă                |